# Thomas S. Gates
Thomas Sovereign Gates, Jr. (Germantown, 10 de abril de 1906 – Filadélfia, 25 de março de 1983) foi um banqueiro e político norte-americano que serviu como Secretário da Marinha entre 1957 e 1959, e também Secretário de Defesa dos Estados Unidos de 1959 a 1961, ambos durante a presidência de Dwight D. Eisenhower.

## Início de vida
Gates nasceu na cidade de Germantown, Pensilvânia, em 10 de abril de 1906, filho do advogado e banqueiro Thomas S. Gates, Sr. e sua esposa Marie Rogers. Ele se formou na escola preparatório Chestnut Hill Academy em 1924. Gates então entrou na Universidade da Pensilvânia, onde seu pai fazia parte do conselho diretor. Ele foi membro do time de futebol americano e do de basquete, sendo preso junto com seus colegas em 1928 po iniciar um tumulto depois de sua universidade ter derrotado a Universidade de Princeton. Gates se formou em 1928 com um bacharelado em inglês.
Ele se casou com Millicent Anne Brengle em setembro de 1928. O casal teve quatro filhos. Depois de se formar ele entrou na firma bancária Drexel and Company. Ele mais tarde mudou-se para Nova Iorque por dois anos para ser aprendiz na JPMorgan Chase. Gates tornou-se parceiro da Drexel em 1940.
Durante a Segunda Guerra Mundial ele serviu na Marinha dos Estados Unidos, alcançando a patente de tenente-comandante e participando dos confrontos no Oceano Pacífico e no Mar Mediterrâneo. Ele foi dispensado do serviço em outubro de 1945.

## Carreira política
Gates foi nomeado Sub-Secretário da Marinha em 1953 pelo presidente Dwight D. Eisenhower. Em abril de 1957 ele tornou-se o Secretário da Marinha dos Estados Unidos integralmente, ocupando o cargo até 1959. Em seguida foi nomeado Vice-Secretário de Defesa de Neil H. McElroy. Quando McElroy saiu do cargo no final de 1959, Gates o assumiu.
Ele tinha uma boa relação com Eisenhower e o Estado-Maior Conjunto. Logo ele passou a ter reuniões regulares com o Estado-Maior. Várias pessoas o aplaudiram por tomar a iniciativa de melhorar o Estado-Maior e a relação com o secretário.
Gates melhorou a coordenação entre os diferentes departamentos e equipes de planejamento estratégico do Departamento de Defesa e das forças armadas, evitando assim redundâncias e disputas de prioridades. Esses problemas haviam sido significantes com o advento dos mísseis UGM-27 Polaris da marinha. Apesar de algumas resistências dentre os chefes de setores, Gates seguiu com suas mudanças e foi apoiado pelo presidente.
Gates dedicou mais tempo no desenvolvimento de uma política de defesa do que seus predecessores Charles Erwin Wilson e McElroy. Pelas mudanças nos sistemas de entrega e na natureza das armas nucleares, na visão dele era necessário mudar a aprimorar a resposta para guerras "limitadas". Durante seu período como Secretário de Defesa, os Estados Unidos passou a desenvolver e empregar uma grande variedade de mísseis em suas ações militares, assim como a União Soviética. A ênfase soviética em mísseis balísticos intercontinentais ao invés de bombardeiros como principal meio de ataque mostrou-se uma ameaça, fazendo com que o governo norte-americano acelerasse suas pesquisas balísticas.
Como seus predecessores, Gates apoiava a participação norte-americana em pactos de segurança e programas de assistência militar. Ele identificou a OTAN como central para as estratégias dos Estados Unidos.
Gates se aposentou da política no final da administração Eisenhower. Alguns o consideraram como o primeiro de uma nova safra de Secretários de Defesa, um que tinha um papel mais ativo na administração e nas reuniões de gabinete. Apesar de Eisenhower ter continuado a ser o principal autor das políticas de defesa e a pessoa que tomava as decisões, como na época de Wilson e McElroy, Gates parecia operar com mais autoridade e independência que seus predecessores, especialmente nas áreas de políticas estratégicas e planejamento.

## Últimos anos
Em 18 de janeiro de 1961, dois dias antes do fim de seu mandato, Eisenhower presenteou Gates com a Medalha da Liberdade. Depois de deixar o Pentágono ele entrou na Morgan Guaranty Trust Company da JPMorgan Chase, eventualmente tornando-se seu presidente e executivo-chefe. O presidente Richard Nixon posteriormente o nomeou como chefe da Comissão Consultiva para uma Força Toda Voluntária, apresentando seu relatório em novembro de 1969. Entre 1976 e 1977 ele foi embaixador dos Estados Unidos na República Popular da China. Gates morreu em Filadélfia em 25 de março de 1983 aos 76 anos.